# Арафат, Марван
Мохаммад Марван Арафат (араб. محمد مروان عرفات‎; 5 января 1945, Дамаск — 12 июня 2012, Насиб, Даръа) — сирийский футбольный судья и функционер. Участник летних Олимпийских игр 1980 года.

## Биография
Марван Арафат родился 5 января 1945 года в районе Рукн ад-Дин сирийского города Дамаск.
В Дамаске окончил школу и Дамасский университет, получив степень магистра в области образования. Позже получил степень доктора физвоспитания в США.
Был футбольным судьёй. В 1980 году судил матчи футбольного турнира летних Олимпийских игр в Москве. Был главным арбитром поединка группового этапа СССР — Замбия (3:1), помощником главного судьи в матчах группового этапа Колумбия — Нигерия (1:0) и СССР — Куба (8:0), а также в матче за 3-4-е места СССР — Югославия (2:0).
В 1994—1996 годах в течение двух сроков был президентом Федерации футбола Сирии. В 1983—1996 годах входил в исполнительный совет Всеобщей спортивной федерации Сирии и Олимпийского комитета Сирии, а также руководил её Дамасским отделением.
С 1978 года работал преподавателем педагогического факультета Дамасского университета, академическим лектором и спортивным журналистом.
Был одним из основателем дамасского футбольного клуба «Аль-Вахда».
Убит 12 июня 2012 года в районе сирийской деревни Насиб на дороге Даръа — Дамаск недалеко от иорданской границы. Неизвестные вооружённые боевики напали на машину, в которой Арафат ехал вместе с женой, застрелили его и тяжело ранили супругу.

## Семья
Был женат, воспитали трёх сыновей и двух дочерей.